# Жемчужина Крыма
Жемчу́жина Кры́ма (укр. Жемчужина Криму, также укр. Перлина Криму, крымскотат. Jemçujina Krıma, Жемчужина Крыма) — село Кировского района Республики Крым, в составе Первомайского сельского поселения (согласно административно-территориальному делению Украины — Первомайского сельсовета Автономной Республики Крым).

## Население
| 2001 | 2014 |
| ---- | ---- |
| 310  | ↘265 |

Всеукраинская перепись 2001 года показала следующее распределение по носителям языка
| Язык             | Процент |
| ---------------- | ------- |
| русский          | 64.19   |
| крымскотатарский | 24.84   |
| украинский       | 10.32   |
| другие           | 0.32    |

### Динамика численности
- 1989 год — 346 чел.[10]
- 2001 год — 310 чел.[11]
- 2009 год — 330 чел.[12]
- 2014 год — 364 чел.[13]

## Современное состояние
На 2017 год в Жемчужине Крыма числится 4 улицы и 3 переулка; на 2009 год, по данным сельсовета, село занимало площадь 22,3 гектара на которой, в 127 дворах, проживало 330 человек.

## География
Жемчужина Крыма — село на юго-востоке района в степном Крыму, на левом берегу реки Чорох-Су, высота центра села над уровнем моря — 125 м. Ближайшие сёла — Тутовка, Изобильное и Маковское примерно в 1 км на северо-восток, Садовое в 400 м восточнее и Первомайское в 2,2 км на юг. Райцентр Кировское — примерно в 16 километрах (по шоссе), там же ближайшая железнодорожная станция — Кировская (на линии Джанкой — Феодосия). Транспортное сообщение осуществляется по региональной автодороге 35К-017 Кировское — Первомайское (по украинской классификации — Т-0113).

## История
Первое документальное упоминание села встречается в «Справочнике административно-территориального деления Крымской области на 15 июня 1960 года», согласно которому на эту дату Жемчужина Крыма в состав упразднённого впоследствии Изюмовского сельсовета. В сборнике «Города и села Украины. Автономная Республика Крым. Город Севастополь. Историко-краеведческие очерки» утверждается, что село было основано в 1961 году. Указом Президиума Верховного Совета УССР «Об укрупнении сельских районов Крымской области», от 30 декабря 1962 года Кировский район был упразднён и село присоединили к Белогорскому. 1 января 1965 года, указом Президиума ВС УССР «О внесении изменений в административное районирование УССР — по Крымской области», вновь включили в состав Кировского. На 1 января 1968 года Жемчужина Крыма уже в Первомайском сельсовете. По данным переписи 1989 года в селе проживало 346 человек. С 12 февраля 1991 года село в восстановленной Крымской АССР, 26 февраля 1992 года переименованной в Автономную Республику Крым. С 21 марта 2014 года в составе Крыма аннексировано Россией.